# North American F-100 Super Sabre
Норт Американ F-100 «Супер сейбр» (англ. North American F-100 Super Sabre) — американский одноместный однодвигательный сверхзвуковой истребитель, истребитель-перехватчик со стреловидным крылом, истребитель-бомбардировщик, самолёт-разведчик.

Первый американский серийный сверхзвуковой истребитель.
Несмотря на то, что первая модель появилась в начале 1950-х годов, всевозможные улучшенные модификации самолёта используются до сих пор по всему миру. Прототип самолёта YF-100 совершил свой первый полёт в мае 1953 года, во время этого полёта он преодолел звуковой барьер. За время своего существования этот многоцелевой истребитель поставил множество рекордов по скорости, продолжительности и дальности полёта.
Последние серийные модели F-100D и F-100F в случае уничтожения взлётно-посадочных полос могли запускаться как ракеты — с пусковых установок. Первый взлёт сверхзвукового самолёта (F-100D Super Sabre) без использования взлётно-посадочной полосы произошёл в 1958 году в рамках программы «Zero Length Launch» на авиабазе Эдвардс в Калифорнии.
В дополнение к ядерной бомбе и четырём 20-мм пушкам истребитель мог нести ракеты «воздух—воздух» и «воздух—земля» (например, 4 ракеты с инфракрасным наведением AIM-9 Sidewinder).
Две ранние модели самолёта («A» и «C») установили первые мировые рекорды по скорости на базе 15-25 км среди сверхзвуковых самолётов. В октябре 1953 года полковник Иверст достиг скорости в 1215 км/ч, а в августе 1955 года полковник Хейнс достиг скорости в 1323 км/ч. Последующие модели самолёта развивали максимальную скорость до 1485 км/ч.
Для демонстрации возможностей своих самолётов и пилотов ВВС США выбрало F-100 Super Sabre для участия в международных пилотажных представлениях. На этот самолёт пересела пилотажная группа «Буревестник», став первой сверхзвуковой пилотажной группой. Как правило, группа выступала четвёркой, делая акцент на пролёт и маневрирование на низкой высоте. Шоу «Буревестников» на F-100 увидело более 19 миллионов человек. В Европе подобные демонстрационные полёты проводила пилотажная группа «Skyblazers».
На первые модели F-100 устанавливался двигатель с осевым компрессором Pratt & Whitney J57-P-7. Последующие модели получили двигатель Pratt & Whitney J57-P-21A. Оба двигателя были двухвальными с форсажной камерой и с тягой более 44 кН.
Практический потолок самолёта был более 15 километров, а дальность полёта — более 1600 км.
Помимо тонких, с большим углом стреловидности хвоста и крыла самолёт имел и другие особенности, сделавшие сверхзвуковой полёт возможным. Например, многие детали впервые были выполнены из титанового сплава. Обтекаемый фюзеляж с центральным воздухозаборником в носовой части имел малое лобовое сопротивление. Фонарь плавно перетекал сзади в фюзеляж, что делало профиль самолёта немного выгнутым. Самолёт оснащён автоматическими отклоняемыми предкрылками и низкорасположенным цельноповоротным хвостовым стабилизатором. F-100 стал первым самолётом ВВС США с низкорасположенным горизонтальным хвостовым оперением.
Системы кондиционирования воздуха, поддержания давления в кабине и топливоподачи были полностью автоматическими.
При проектировании особое внимание уделялось эргономике кабины и удобству управления.

## Общие сведения
Супер Сейбр, ставший одним из первых в мире сверхзвуковых военных самолётов, разрабатывался компанией «Норт Америкэн» начиная с 1949 года как замена своему знаменитому предшественнику F-86 Сейбр. Одним из основных технических условий в начале проекта было достижение самолётом в горизонтальном полёте скорости, равной скорости звука.
В конструкции планера самолёта впервые широко использованы титановые сплавы.
Работы над самолётом продвигались быстрыми темпами, и в мае 1953 года один из прототипов в своём первом полёте достиг ожидаемой скорости.

29 октября 1953 года первый серийный F-100 установил новый мировой рекорд скорости в 1215 км/час.
Хотя F-100 поступили в ВВС США в 1953 году, серия катастроф привела к тому, что поставки новой модели самолёта F-100A была задержана на целый год. За это время в конструкцию крыла и киля были внесены необходимые изменения, что позволило улучшить устойчивость самолёта. После этого 200 истребителей F-100A поступили в войска.
Доработанные и оснащенные более мощными двигателями модификации F-100C и F-100D истребители-бомбардировщики поступили на вооружение в 1956—1957 годах. На F-100C установлен более мощный двигатель J57-P-21 и оборудование для дозаправки в воздухе, последнее позволило значительно увеличить дальность полёта. Модель F-100D производилась в самых больших количествах по сравнению с другими модификациями. Эти самолёты оснащались противолокационным оборудованием[каким?] и специальным оборудованием, позволявшим ему осуществлять сброс ядерной бомбы с кабрирования (в зенит). F-100 выпускался также в варианте самолёта-разведчика и двухместного тренировочного самолёта.
Самым совершенным и массовым (выпущено 1274 экземпляра) из «Super Sabre» стал истребитель-бомбардировщик F-100D, появившийся в 1956 году.
Супер Сейбры были списаны с боевого дежурства в 1972 году, однако некоторое количество самолётов оставалось на службе в Национальной гвардии США вплоть до 1980 года.
Самолёты этой марки поставлялись в Данию, Францию, Тайвань и Турцию. Именно Турция была последней страной, списавшей F-100 в середине 1980-х годов.

## Технические характеристики

Схемы F-100 Super Sabre

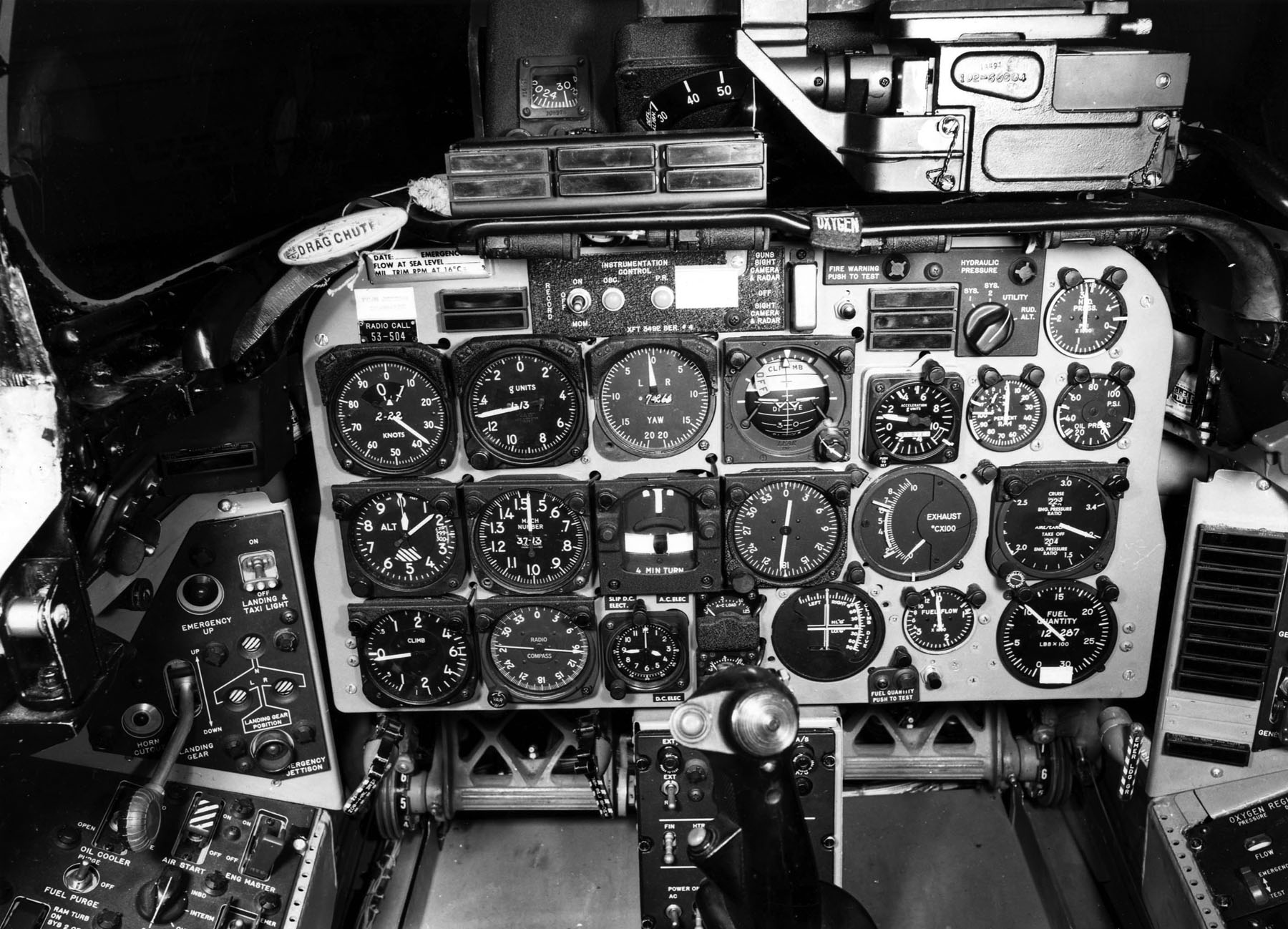
Кабина и приборная доска самолёта F-100D.

Приведённые ниже характеристики соответствуют модификации F-100D:
- Двигатель: Pratt & Whitney J57-P21 турбодвигатель, тягой 7711 кг
- Максимальная скорость: 1390 км/час
- Максимальная дальность: 3210 км
- Практический потолок: 13716 м
- Максимальный взлетный вес: 15800 кг
- Вес пустого: 9525 кг
- Размах крыльев: 11,81 м
- Длина: 15,09 м
- Высота: 4,95 м
- Площадь крыла: 33,77 м²
- Вооружение:
  - 4 автоматических пушки M39 калибра 20 мм
  - 6 подкрыльных пилонов позволяющих нести до 3402 кг бомбового или другого вооружения

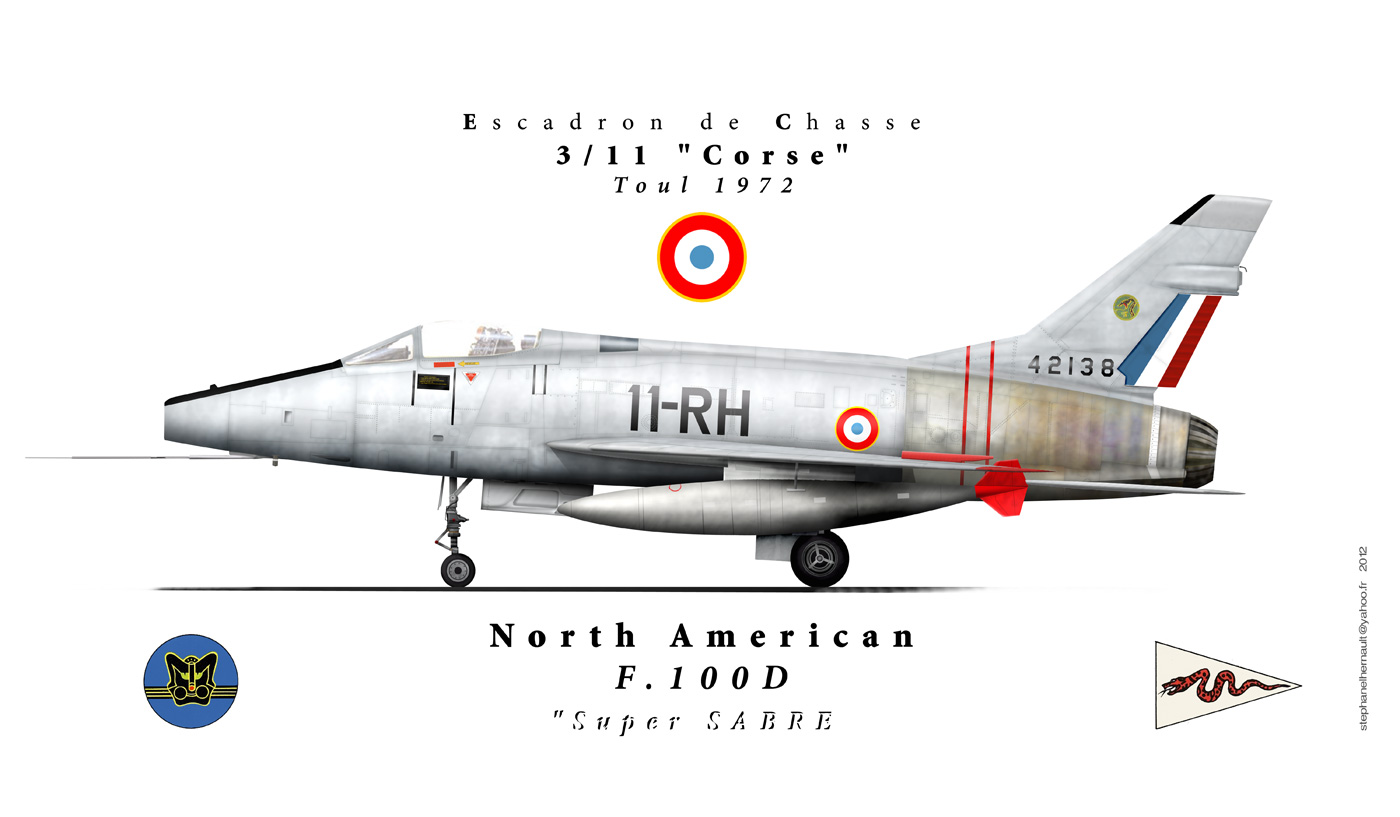
F100 D  E.C 3/11"corse"
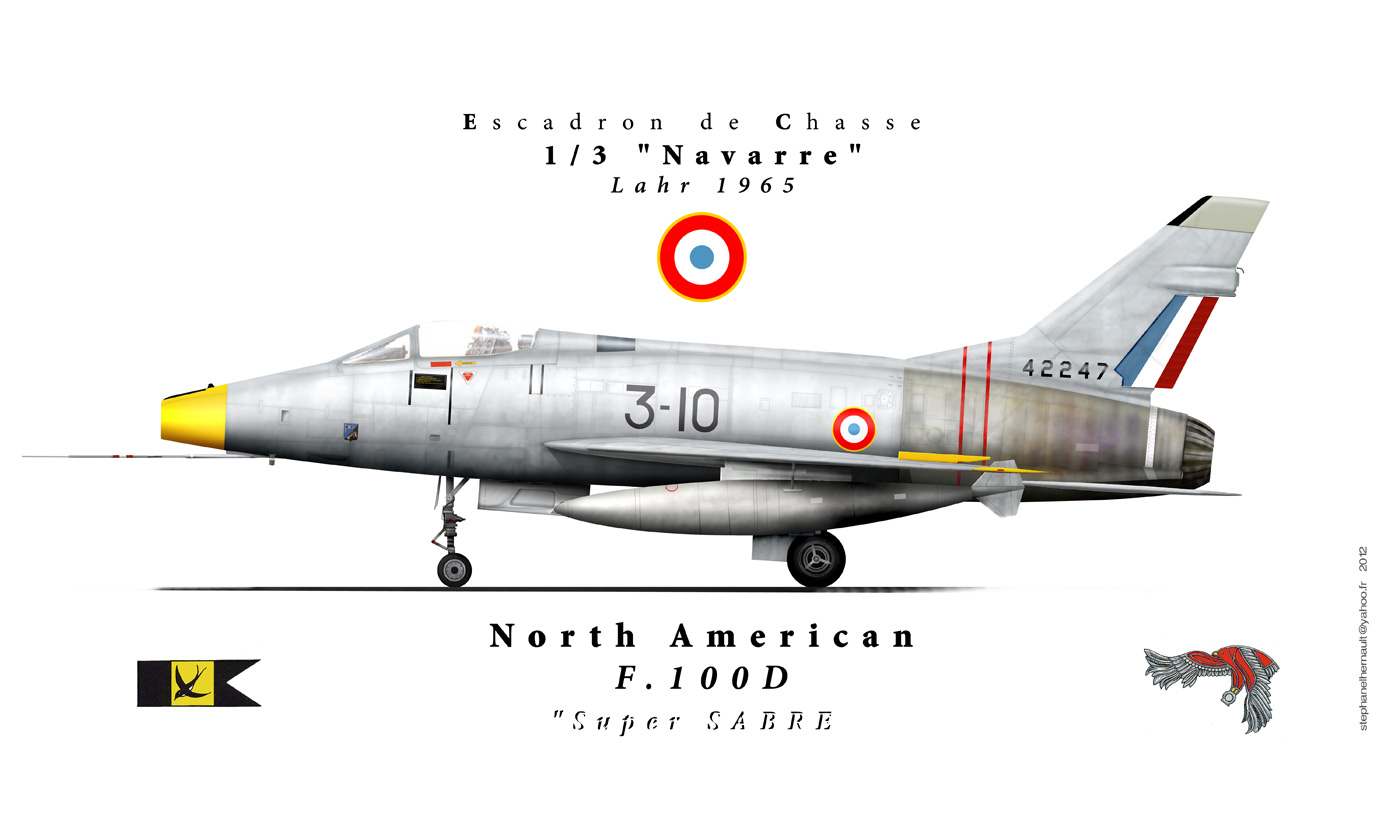
F100 D E.C 1/3"navarre
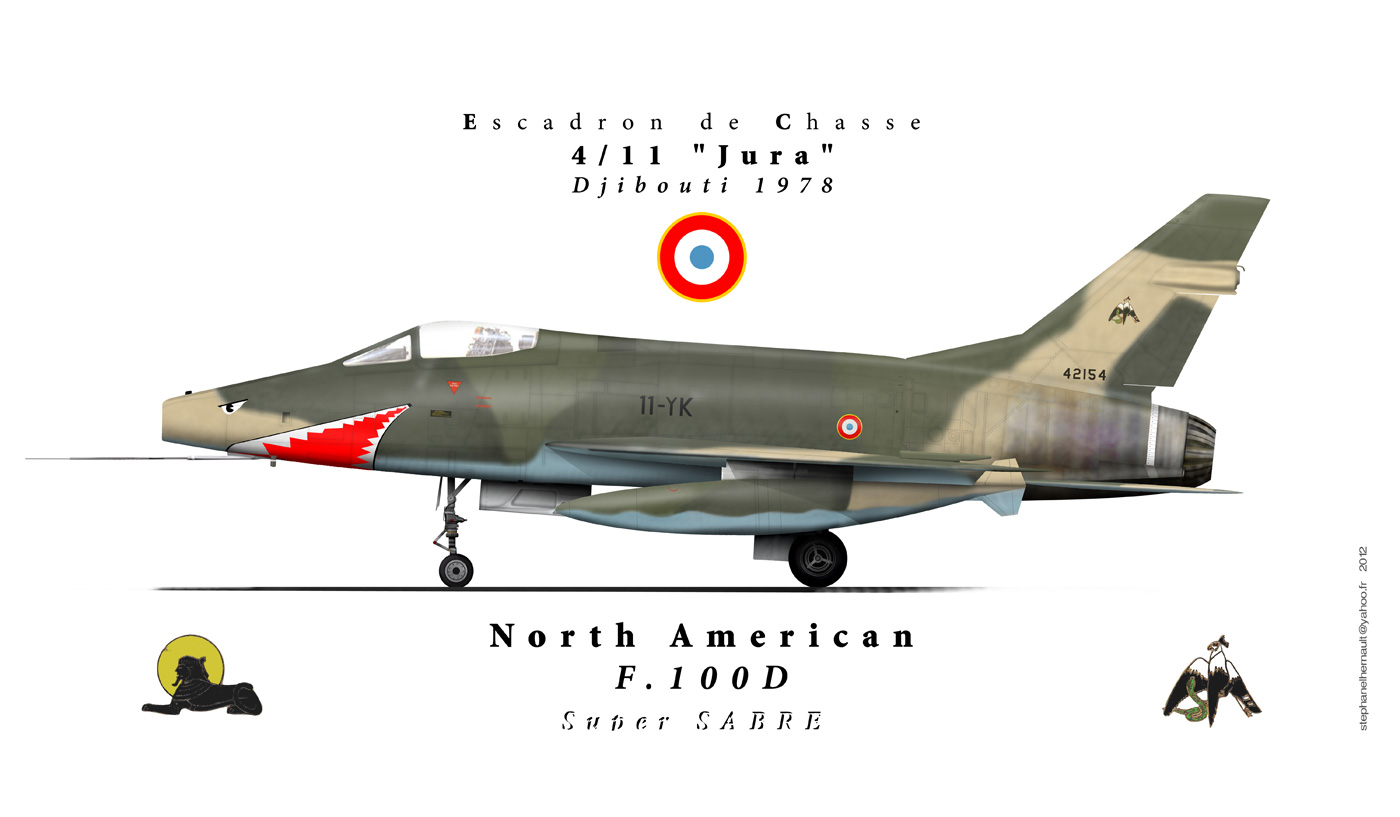
F100 D  E.C 4/11"Jura"
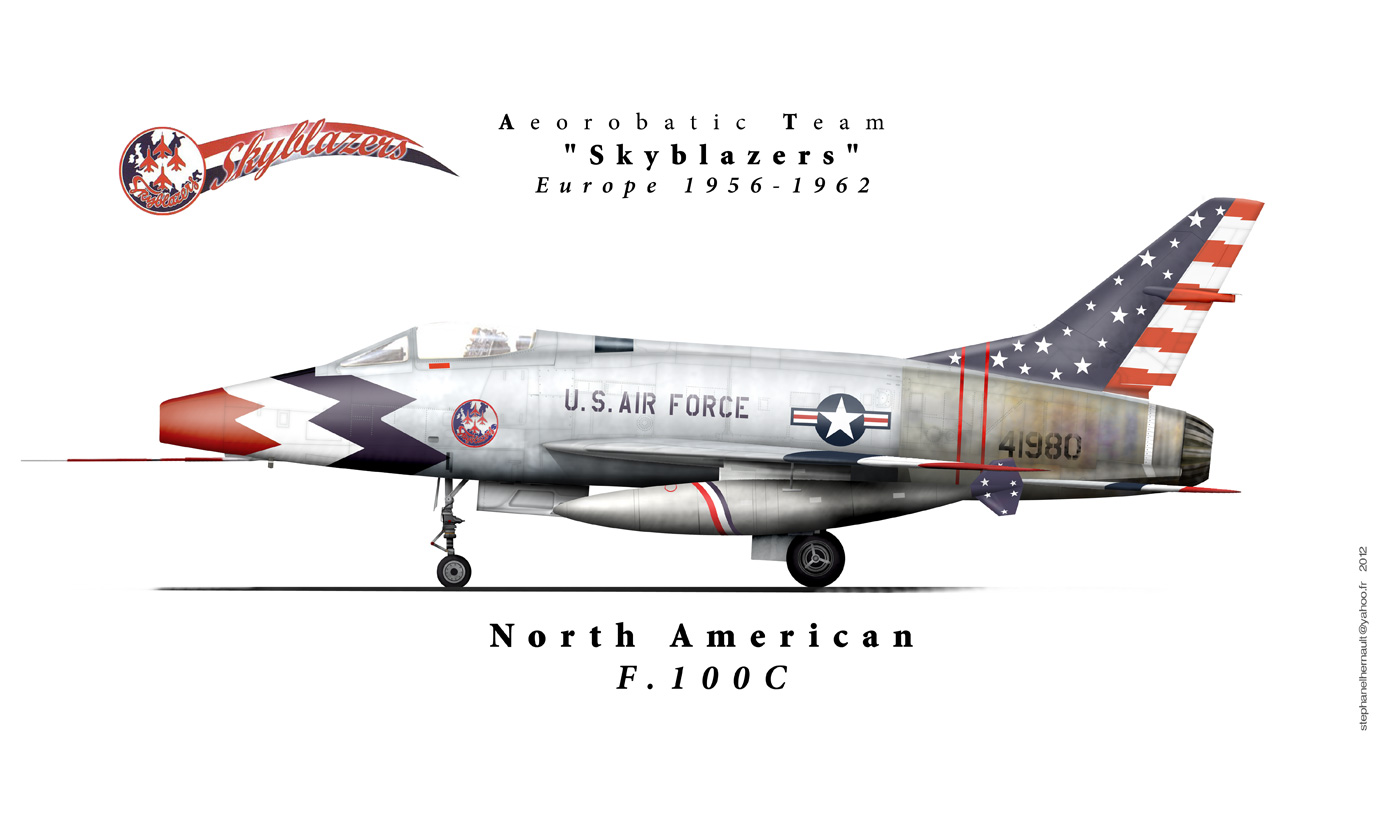
F100 C Skyblazers Aerobatic Team

## Боевое применение

### ВВС США

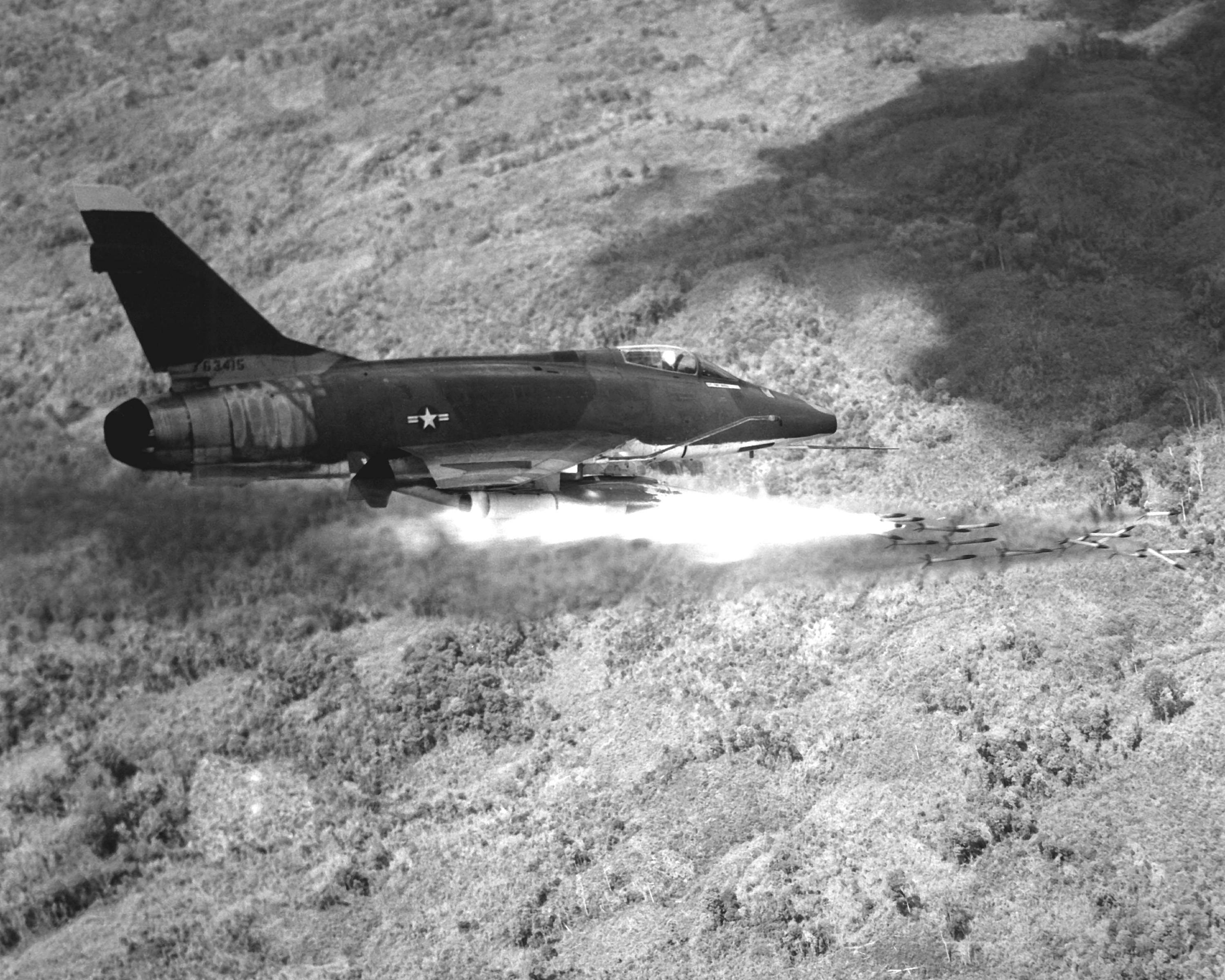
F-100D атакует цели над Южным Вьетнамом. 1967 год.

В 1965—1971 гг. F-100 весьма широко (наибольшее количество самолёто-вылетов среди всех самолётов) применялись во Вьетнаме в качестве истребителя-бомбардировщика; на их счету тысячи тонн сброшенного на Вьетнам напалма.
4 апреля 1965 года F-100, осуществлявшие прикрытие бомбардировщиков F-105, вступили в бой с северо-вьетнамскими МиГ-17. F-100 запустил ракету AIM-9 по «МиГу», которая не попала в цель. В свою очередь «МиГам» удалось разгромить группу бомбардировщиков F-105. Это первые воздушные бои авиации США во Вьетнаме.
Всего война обошлась США в 242 потерянных «Супер Сейбра», потерь в воздушных боях не было

### ВВС Турции
Бомбардировки Кипра 1964
В августе 1964 года турецкие F-100 применялись для воздушной атаки на остров Кипр. 9 августа десятки самолётов «Суперсейбр» атаковали порт Гемиконаги и 7 поселений киприотов. В результате атаки в порту загорелось два патрульных катера, однако ответным огнём был сбит один турецкий F-100D. В северо-западной части острова в результате бомбардировки 30 самолётов погибло 33 и было ранено 230 киприотов, атака «Суперсейбров» велась неизбирательно, бомбы сбрасывались и на гражданское население. По всему острову в результате атак турецких самолётов пострадало 500 мирных жителей, британские источники сравнили эти атаки по жестокости с американскими бомбардировками Вьетнама, происходящими в это же время.
Турецкое вторжение на Кипр 1974
F-100 ВВС Турции принимали участие в вооружённом конфликте на Кипре в 1974 г. В основном применялись против наземных целей. При этом понесли наибольшие потери среди других турецких машин — потеряно не менее семи «Супер Сейбров».
Очень необычная атака с их участием произошла 21 июля, когда 30 турецких F-100 и 18 F-104 по ошибке разбомбили свой конвой из нескольких эсминцев и боевых катеров (см. Морское сражение у Пафоса). В результате один турецкий эсминец затонул (погибло 78 турецких моряков) и два получили тяжёлые повреждения. Турецкий флот ответным огнём сбил два-три турецких «Супер Сейбра».
Другие конфликты
24 августа 1976 года пара турецких F-100 вторглась в воздушное пространство СССР. Один истребитель был сбит советским ЗРК.
В январе 1983 года два турецких F-100 было сбито иракскими истребителями Mirage F1.

## Аварии и катастрофы

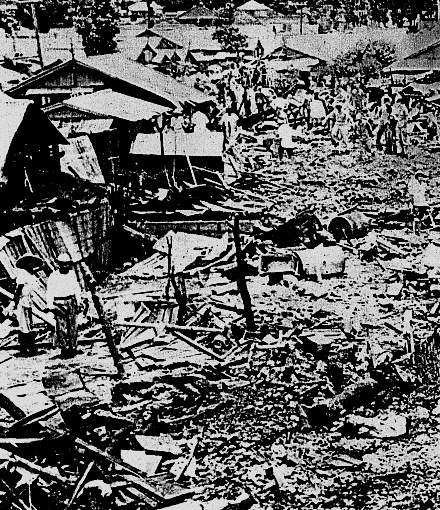
Место падения американского F-100 на школу в Уруме

С истребителем F-100 «Супер сейбр» происходило «экстремально высокое» количество аварий. Рекордным стал июль 1958 года, когда в ВВС США за один месяц разбилось 30 истребителей «Супер сейбр», а за всё время использования известно по меньшей мере о 1206 F-100 разбитых в авариях и катастрофах, без учёта боевых потерь.
Наиболее известные инциденты
Самый трагический инцидент в истории с участием F-100 произошёл в 1962 году в Турции, тогда пилот турецкого истребителя F-100C не справился с управлением и его «Супер сейбр» врезался в пассажирский поезд, в результате катастрофы погибло 250 человек.
21 апреля 1958 года возле Ардена истребитель F-100F ВВС США врезался в американский пассажирский самолёт Douglas DC-7 (United Airlines). В результате столкновения пассажирский самолёт и истребитель потеряли управление и рухнули. Погиб весь экипаж пассажирского самолёта в составе 47 человек, и весь экипаж «Супер сейбра» в составе 2 лётчиков.
30 июня 1959 года F-100 ВВС США упал на школу и окружающие дома в японском городе Урума. В результате катастрофы погибло 17 человек (включая 11 учеников), ранено 210 (включая 156 учеников). Американский пилот катапультировался и не пострадал.
7 апреля 1961 года пара F-100 участвовала в тренировочных перехватах стратегического бомбардировщика B-52B. Во время шестого захода на цель один из истребителей по ошибке выпустил ракету AIM-9 Sidewinder и поразил бомбардировщик. Из восьми членов экипажа выжило пятеро, три остальных погибли во время падения.
1 июня 1962 года во время авиашоу над турецкой авиабазой Эскишехир пилот истребителя F-100 ВВС Турции не справился с управлением и рухнул возле собравшихся зрителей у стоянки самолётов. Обломками взорвавшегося «Супер Сейбра» засыпало до 10 стоящих самолётов, из которых 1 T-33A, 1 F-100, 1 AT-11 и 1 F-84 были полностью уничтожены. В AT-11 сгорели зрители, зашедшие внутрь, всего погибло не менее 8 человек, ещё около 40 получили ранения, многим зрителям обломками «Супер Сейбра» оторвало руки и ноги. После этой трагедии в течение нескольких лет всех будущих пилотов F-100 приводили к месту катастрофы.